# José Santos Lira Calvo
José Santos Lira Calvo (Chimbarongo, Reyno de Chile, 1809 - Santiago, República de Chile, 25 de octubre de 1885), fue un político y abogado chileno.

## Primeros años de vida
Nació en el fundo San José de Toro, Chimbarongo, en el Reyno de Chile, fue hijo de don José Santos Lira Contreras y doña Carmen Calvo Argomedo. Hermano del político José Ramón Lira, y de los también parlamentarios Pedro Francisco Lira Argomedo y José Toribio Lira Argomedo.
Estudió en el Instituto Nacional, y se recibió de abogado el 14 de abril de 1832. Relator de la Corte de Apelaciones de Santiago (1835) y más tarde es nombrado Ministro de la Corte de Apelaciones (1840) para luego pasar a ser Ministro de la Corte Suprema de Justicia (1847).
Casado con Martina Rencoret y Cienfuegos. Fue padre de uno de los cuatro grandes maestros de la pintura chilena, el pintor Pedro Lira.

## Vida pública
Comenzó a figurar en política cuando fue elegido Diputado suplente por Talca, en 1849, como militante del Partido Conservador. Aunque en la ocasión no ocupó la titularidad del cargo.
Elegido Senador del Partido Nacional por la provincia de Colchagua (1855-1876), integró en este período Comisión permanente de Guerra y Marina, además de la de Constitución, Legislación y Justicia.
Cuando pensaba retirarse de la vida pública, fue llamado por el gobierno de Aníbal Pinto le convocó como consejero de Estado y jefe de la oficina de Hacienda, mientras Domingo Santa María le designó como contador mayor de la Moneda, puesto que desempeñaba cuando falleció. 